# Nishimatsuura-gun

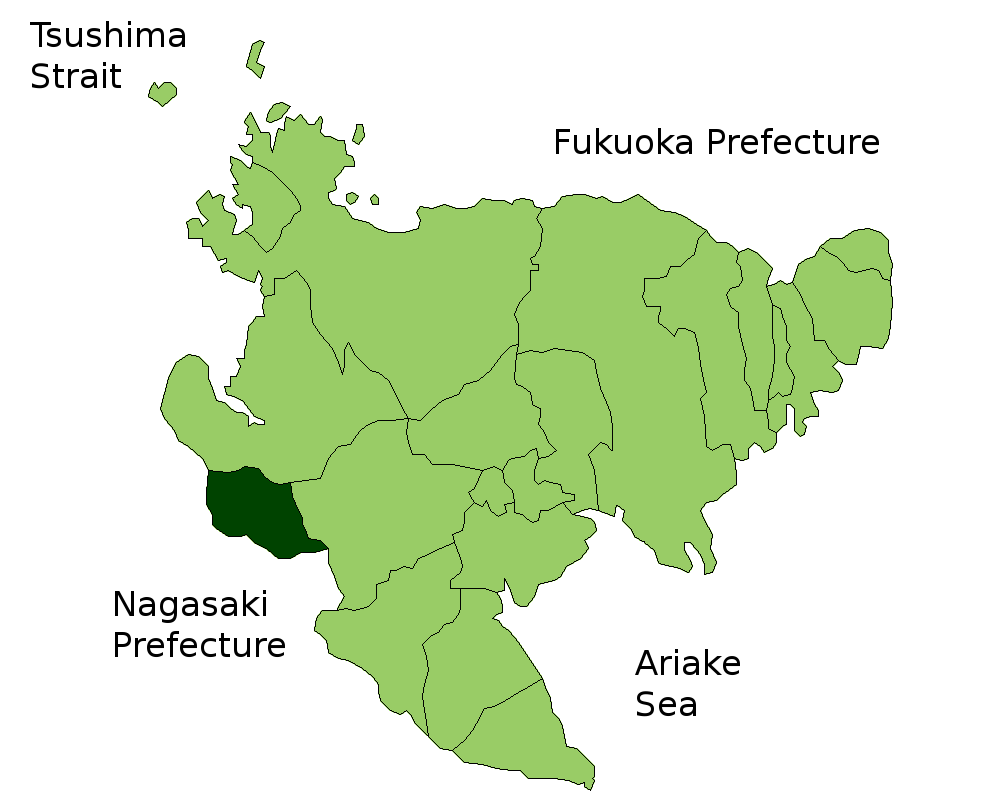

Nishimatsuura (jap. 西松浦郡, -gun) ist ein Landkreis in der Präfektur Saga, Japan. Er hat eine Fläche von 65,80 km² und 22.029 Einwohner.

## Gemeinden
- Arita: Der Landkreis Nishimatsuura ist identisch mit der auf Grund von Fusionen einzig verbliebenen Gemeinde Arita.